# 兒童發展基金
香港特別行政區政府在二零零八年四月設立三億元的兒童發展基金。基金旨在透過家庭、私人機構、社區及政府的合作，促進弱勢社羣兒童的較長遠發展，從而減少跨代貧窮。

## 目標
鼓勵參加兒童規劃未來、養成建立資產的習慣，並同時累積儲蓄和無形資產（例如正面態度、個人抗逆能力和才能，以及社交網絡等）。這些特質都有助他們未來的發展。

## 基金的推行
基金撥款予營辦機構，於全港各區推出計劃。每個計劃為期三年。

## 目標參加者
基金的目標參加者是10歲至16歲的兒童，而
- 其家庭正在領取綜合社會保障援助╱學生資助辦事處各項學生資助計劃的全額資助；或
- 家庭收入不超過家庭住戶每月收入中位數的75%。

## 策略伙伴
- 兒童發展配對基金
- 百仁基金

- 國際獅子總會中國港澳303區

## 基金的主要元素
有助提升兒童管理資源和規劃未來的能力:
- 個人發展規劃
- 師友配對
- 目標儲蓄

## 連結
兒童發展基金 （页面存档备份，存于）

兒童發展配對基金 （页面存档备份，存于）